# Robbe Ghys
Robbe Ghys (ur. 11 stycznia 1997 w Hasselt) – belgijski kolarz torowy i szosowy, dwukrotny medalista mistrzostw świata.

## Kariera
Pierwsze medale w karierze zdobył w 2012 roku, kiedy zwyciężył w drużynowym i indywidualnym wyścigu na dochodzenie juniorów na torowych mistrzostwach Belgii. Na rozgrywanych trzy lata później torowych mistrzostwach Europy juniorów zdobył srebrny medal w madisonie. Podczas mistrzostw Europy U-23 w 2017 roku był najlepszy w madisonie i drugi w drużynowym wyścigu na dochodzenie. Rok później zwyciężył w madisonie na mistrzostwach Europy w Glasgow. W tej samej konkurencji zdobył też między innymi brązowe medale na mistrzostwach świata w Pruszkowie (2019), mistrzostwach świata w Roubaix (2021) i mistrzostwach Europy w Monachium (2022). Na ostatniej z tych imprez zajął także drugie miejsce w wyścigu punktowym.
Startował na igrzyskach olimpijskich w Tokio, gdzie razem z Kennym De Ketele zajął czwartą pozycję w madisonie.